# Mosè (nome)
Mosè  è un nome proprio di persona italiano maschile.

## Varianti
- Maschili: Mose[2][3], Moisè[1][2][3]

### Varianti in altre lingue
- Arabo: موسى (Musa, Moussa)[5]
- Francese: Moïse[5]
- Ebraico: מֹשֶׁה (Mosheh, Moshe)[5][6]
  - Ebraico tiberiense: Mōšeh
- Ge'ez: Musse
- Greco biblico: Μωυσης (Mouses)[5][6]
- Inglese: Moses[5], Moss[5]
- Latino: Moses[1][5][6], Moyses[1][5]
- Olandese: Mozes[5]
- Persiano: موسى (Musa)[5]
- Portoghese: Moisés[5]
- Russo: Моисей (Moisej)[5]
- Spagnolo: Moisés[5]
- Tedesco: Mose[5]
- Turco: Musa[5]
- Ungherese: Mózes[5]
- Yiddish: Moishe[5]

## Origine e diffusione

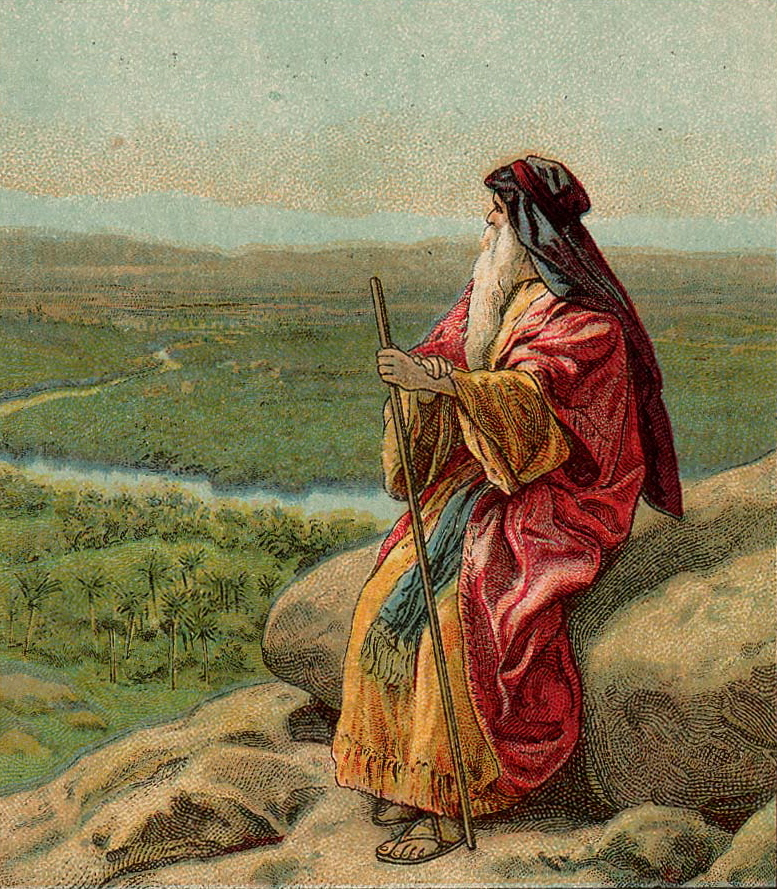
La morte di Mosè, illustrazione da un santino

Continua il nome ebraico מֹשֶׁה (Mosheh), di origine ignota; è possibile che derivi dal termine egizio mes (o mesu, "figlio", da mshj, "partorire"), forse anche come parte di un nome teoforico; in alternativa, potrebbe significare "liberare", "salvare" in ebraico.
Ciò significa che l'etimologia del nome proposta nell'Antico Testamento, relativa al nome del patriarca Mosè, cioè "salvato dalle acque" (da Esodo 2,10 "[...] ed ella gli pose nome Mosè; "Perché, disse, io l'ho tratto dall'acqua"") è in realtà una paretimologia, che riconduce con criteri fonetici il nome di Mosè al verbo ebraico משה (mashah, "tirar fuori"); ciononostante, questo significato a volte ancora riportato come quello corretto.
In Italia è presente un po' ovunque, ma concentrato nel Nord, in particolare in Veneto e Lombardia; è usato prevalentemente nelle comunità ebraiche italiane, ma è diffuso anche fra i cristiani, sia grazie al culto del patriarca e di vari santi, sia grazie alle opere letterarie, teatrali e musicale che sono basate sulla vita di Mosè; analoga la situazione in Inghilterra dove, da sempre molto popolare tra gli ebrei, il nome si è diffuso fra i cristiani inglesi in seguito alla Riforma protestante.

## Onomastico
L'onomastico è solitamente festeggiato il 4 settembre in ricordo del già citato Mosè, profeta, patriarca e legislatore. Vi sono diversi altri santi fra cui, nei giorni seguenti:
- 7 febbraio, san Mosè I, eremita e vescovo dei Saraceni[9]
- 14 febbraio, san Mosè, martire con altri compagni ad Alessandria d'Egitto[9]
- 9 giugno, beato Mosè Tovini, sacerdote
- 28 agosto, san Mosè l'Etiope, anacoreta[9]
- 25 novembre, san Mosè di Roma, martire sotto Decio[9]

## Persone

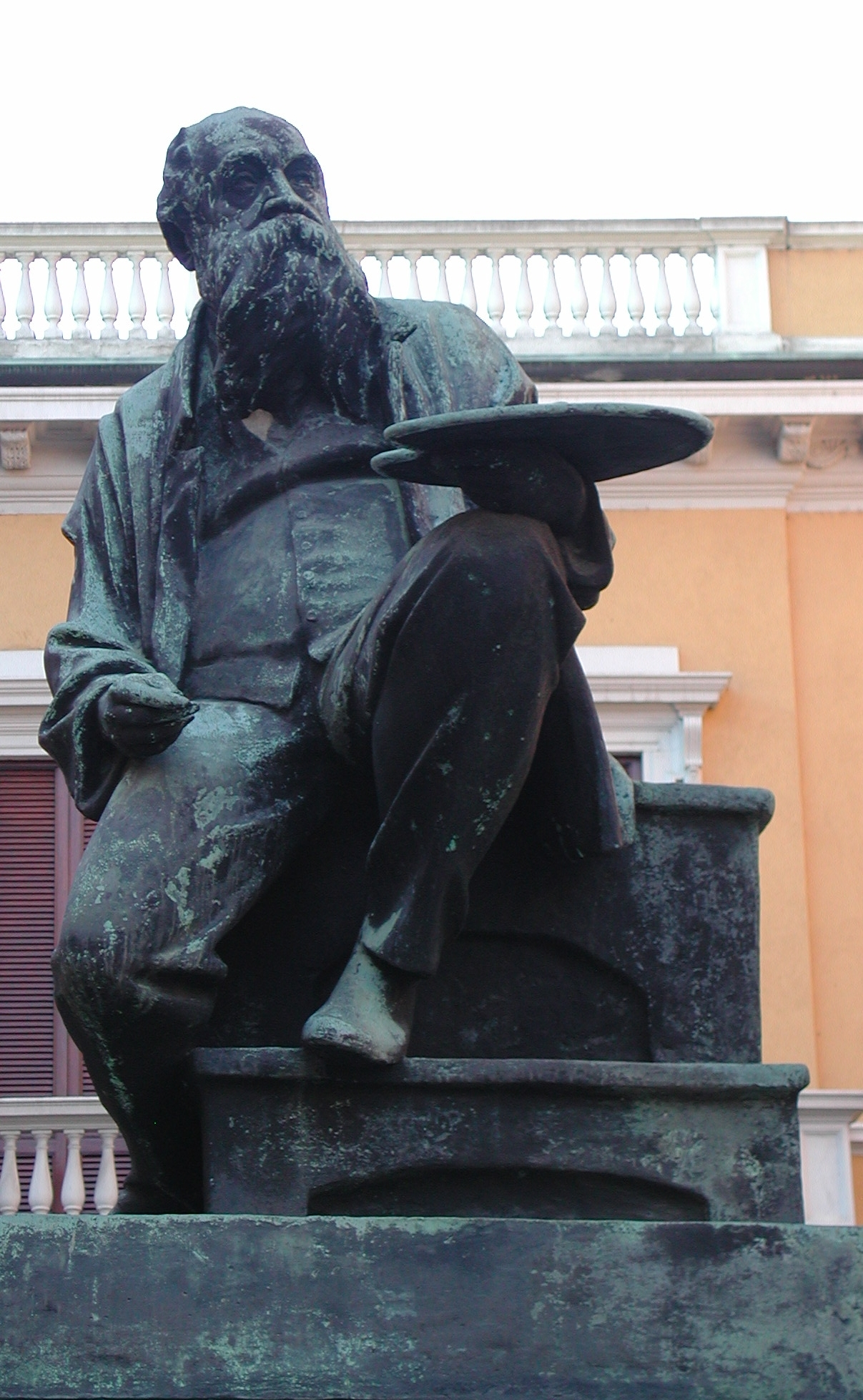
Mosè Bianchi

- Mosè ben Isaac da Rieti, medico e poeta italiano
- Mosè Bertoni, botanico e scienziato svizzero
- Mosè Bianchi, pittore italiano
- Mosè del Brolo, arcivescovo, poeta, grammatico e traduttore italiano
- Mosè di Valacchia, principe di Valacchia
- Mosè Luzzatto, rabbino, filosofo e cabalista italiano
- Mosè Maimonide, filosofo, rabbino e medico spagnolo
- Mosè Marcia, vescovo cattolico italiano
- Mosè Navarra, tennista italiano

### Variante Moisés

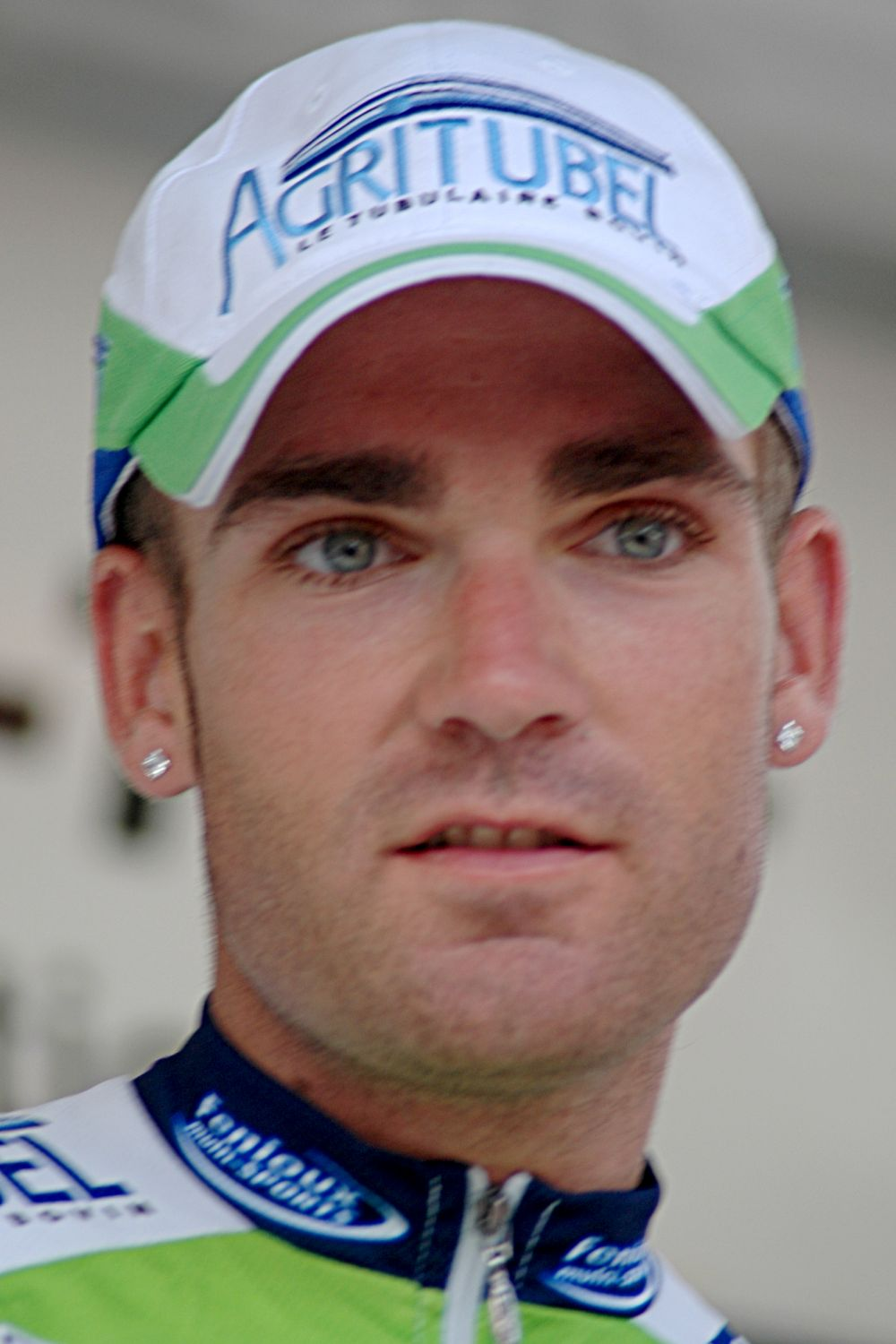
Moisés Dueñas

- Moisés Aldape, ciclista su strada messicano
- Moisés Candelario, calciatore ecuadoriano
- Moisés Dueñas, ciclista su strada spagnolo
- Moisés García, calciatore spagnolo
- Moisés Hurtado calciatore spagnolo
- Moisés Moura Pinheiro, calciatore brasiliano
- Moisés Muñoz, calciatore messicano
- Moisés Naím, scrittore e giornalista venezuelano
- Moisés Solana, pilota automobilistico messicano
- Moisés Villarroel, calciatore cileno

### Variante Moses

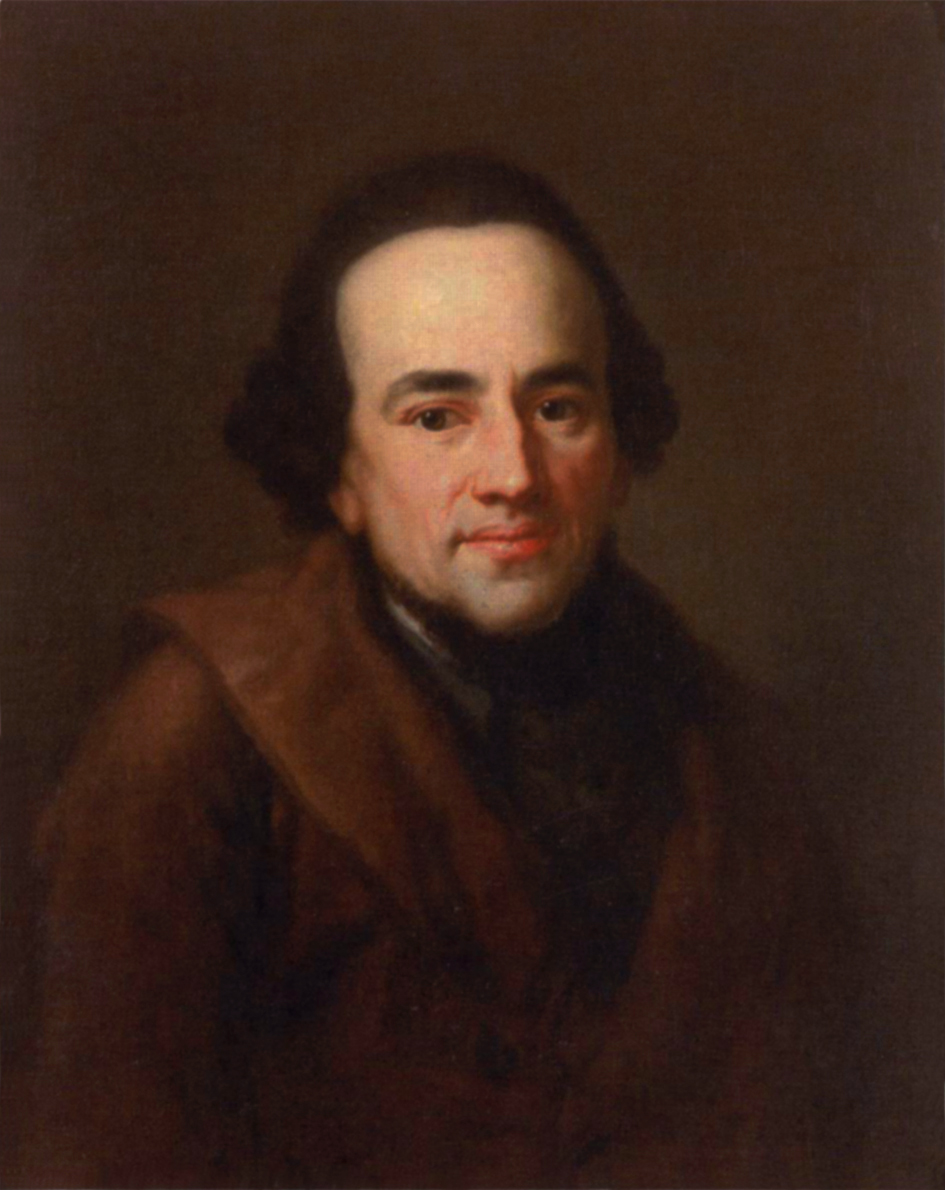
Moses Mendelssohn

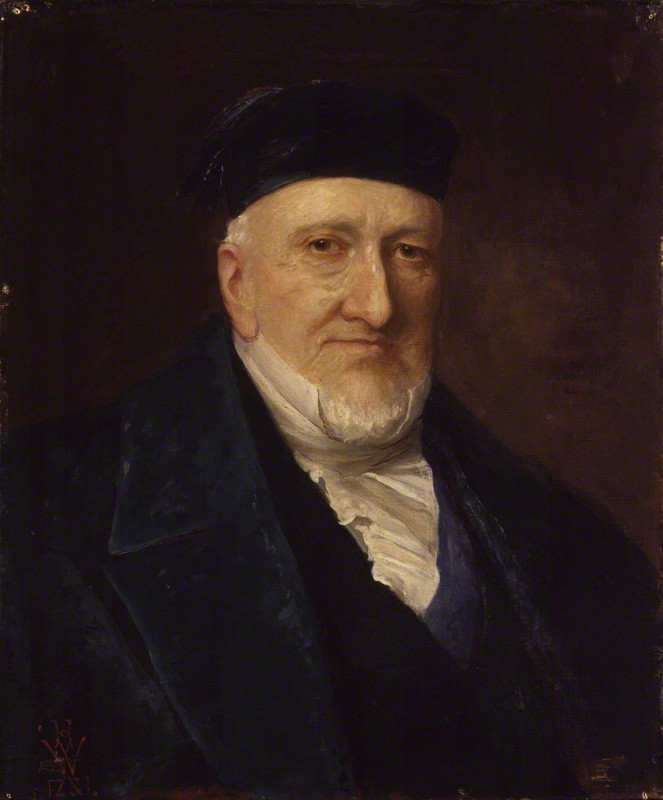
Moses Montefiore

- Moses Cleaveland, militare e politico statunitense
- Moses Cordovero, rabbino e scrittore israeliano
- Moses de León, rabbino spagnolo
- Moses Israel Finley, storico ed etnologo statunitense naturalizzato britannico
- Moses Gomberg, chimico statunitense
- Moses Gunn, attore statunitense
- Moses Hardy, supercentenaria statunitense
- Moses Hess, filosofo, politico e attivista tedesco
- Moses Kiptanui, atleta keniota
- Moses Lamidi, calciatore tedesco
- Moses Levy, pittore italiano
- Moses Malone, cestista e allenatore di pallacanestro statunitense
- Moses Mendelssohn, filosofo tedesco
- Moses Montefiore, imprenditore e filantropo italiano naturalizzato britannico
- Moses Tanui, atleta keniota

### Variante Moshe

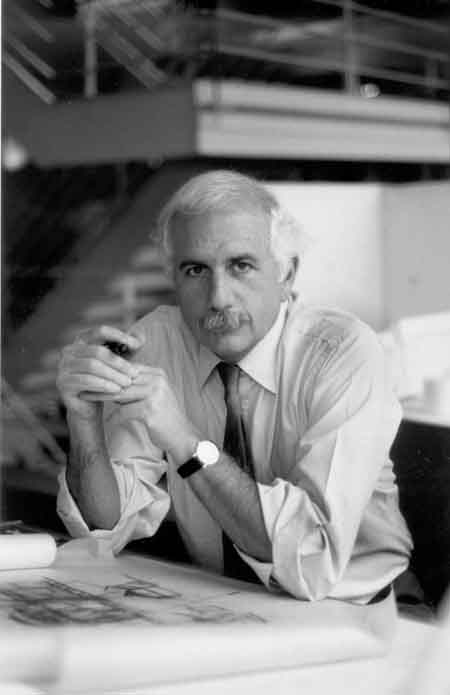
Moshe Safdie

- Moshe Bejski, magistrato israeliano
- Moshe Castel, pittore israeliano
- Moshe Dayan, generale e politico israeliano
- Moshe-Leib di Sasov, rabbino polacco
- Moshe Idel, storico, filologo e accademico rumeno naturalizzato israeliano
- Moshe Isserles, teologo e rabbino polacco
- Moshe Katsav, politico iraniano naturalizzato israeliano
- Moshe J. Kotlarsky, rabbino, mistico ed educatore statunitense
- Moshe Landau, giurista israeliano
- Moshe Menuhin, scrittore russo naturalizzato statunitense
- Moshe Mizrahi, cestista israeliano
- Moshe Ohayon, calciatore israeliano
- Moshe Romano, calciatore israeliano
- Moshe Safdie, architetto israeliano naturalizzato canadese
- Moshe Shamir, scrittore, giornalista e politico israeliano
- Moshe Sharett, politico israeliano

### Variante Musa
- Musa I, membro dei Banu Qasi
- Musa II, membro dei Banu Qasi
- Musa ag Amastan, capo tuareg
- Musa al-Kazim, imam sciita

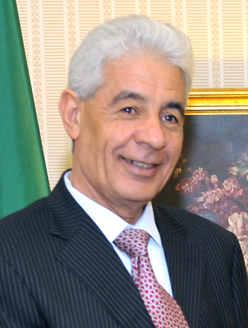
Musa Kusa

- Musa al-Sadr, religioso e politico libanese
- Musa Aydın, calciatore turco
- Musa Bedewi, giocatore di calcio a 5 saudita
- Musa Cälil, scrittore, poeta e partigiano sovietico
- Musa Eroğlu, cantante e musicista turco
- Musa ibn Nusayr, militare yemenita
- Musa Ibrahim, politico libico
- Musa Kusa, diplomatico e politico libico
- Musa Chiramanovič Manarov, cosmonauta sovietico

### Variante Moussa

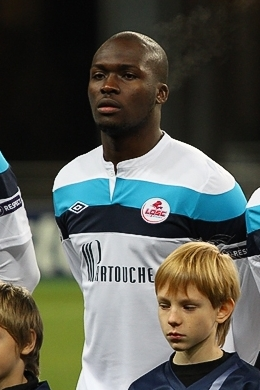
Moussa Sow

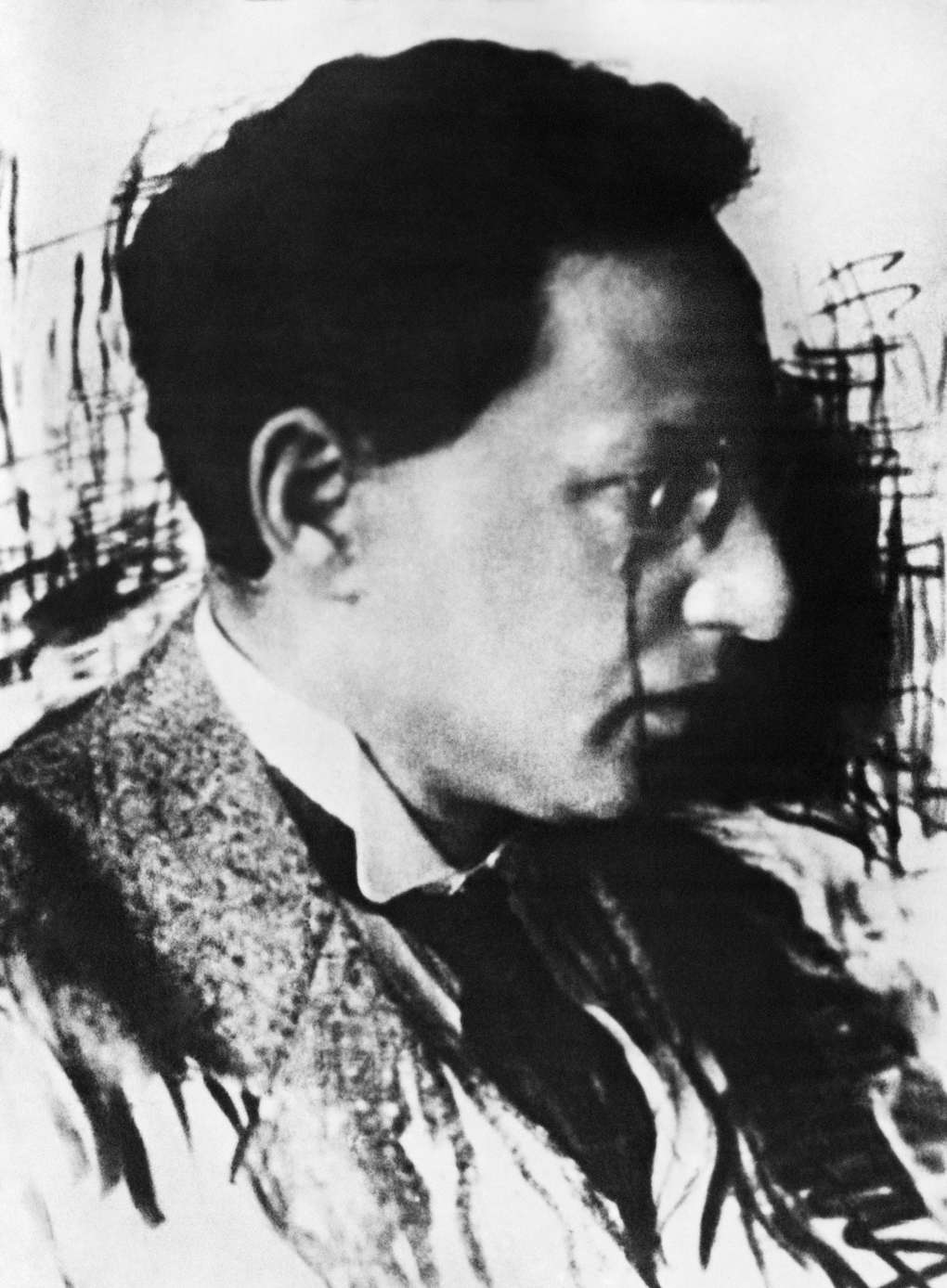
Moisej Solomonovič Urickij

- Moussa Arafat, militare palestinese
- Moussa Badiane, cestista francese
- Moussa Bezaz, allenatore di calcio e calciatore algerino naturalizzato francese
- Moussa Dadis Camara, militare guineano
- Moussa Dembélé, calciatore belga
- Moussa Habboune, vero nome di Yuba, poeta e cantante berbero
- Moussa Koita, calciatore francese
- Moussa Konaté, scrittore maliano
- Moussa Koné, calciatore ivoriano
- Moussa Narry, calciatore nigerino naturalizzato ghanese
- Moussa N'Diaye, cestista senegalese
- Moussa N'Diaye, calciatore senegalese
- Moussa Sene Absa, regista, sceneggiatore e attore senegalese
- Moussa Sissoko, calciatore francese
- Moussa Sow, calciatore francese naturalizzato senegalese
- Moussa Traoré, militare e politico maliano
- Moussa Traoré, calciatore ivoriano
- Moussa Traoré, calciatore ivoriano

### Altre varianti
- Moïse Amyraut, teologo francese
- Moisés Arias, attore statunitense
- Moysés Blás, cestista brasiliano
- Moss Burmester, nuotatore neozelandese
- Moss Christie, nuotatore australiano
- Moises Jinich, calciatore messicano
- Moïse Kisling, pittore polacco naturalizzato francese
- Mose Pijade, politico, partigiano e antifascista jugoslavo
- Moishe Postone, storico canadese
- Moishe Segal, vero nome di Marc Chagall, pittore russo naturalizzato francese
- Mose Tuiali'i, rugbista neozelandese
- Moisej Solomonovič Urickij, politico e rivoluzionario russo

## Il nome nelle arti
- Mosè è un personaggio della serie a fumetti Lupo Alberto.
- Moses è un personaggio della serie manga e anime I Cavalieri dello Zodiaco.
- Moses Hightower è un personaggio della serie di film Scuola di polizia.